# John Smedberg
John Smedberg, född den 14 maj 1851 i Stockholm, död den 3 april 1913 i Malmö, var en svensk arkitekt som uppfört flera större malmöitiska byggnader i historicistisk stil och under påverkan av jugend.

## Biografi
Smedberg studerade för Fredrik Wilhelm Scholander och sin blivande svåger Ernst Jacobsson vid Konstakademien i Stockholm 1868–1875 och i Paris vid École des Beaux-Arts samt för Charles Garnier, Charles August Questel och Jean-Louis Pascal 1875–1877. Under en period var han, tillsammans med bland andra byggnadsingenjör Johan Fredrik Lindgren, verksam vid den 1878 stiftade Ingeniör- och arkitektbyrån i Malmö, Han blev lektor i byggnadskonst vid Tekniska Elementarskolan i Malmö 1878 och denna skolas rektor 1911. Från 1883 var han även föreståndare för Tekniska yrkesskolan i samma stad. Som lärare för ett par generationer blivande byggmästare och arkitekter påverkade Smedberg i hög grad Malmös arkitektur i början av 1900-talet.
Smedberg utförde dessutom själv många arbeten för staten och kommunen, främst ritade han skolor. Han var 1887–1888 ledamot av Malmö stadsfullmäktige. Tidvis förordnades Smedberg som stadsarkitekt och han var ledamot av byggnadsnämnden.
John Smedberg var son till bankbokhållaren Johan Olof Smedberg och Charlotta Catharina Ahlström. Han gifte sig 1878 med sånglärarinnan Nanna Carolina Jacobsson (1848–1922), dotter till hovparfymören Levi Abraham Jacobsson och Sally Pohl. Hustrun var syster till arkitekten Ernst Jacobsson, operasångerskan Agnes Jacobsson och hovfotografen Selma Jacobsson. John Smedberg är begravd på Sankt Pauli norra kyrkogård i Malmö.

## Byggnader i urval
- Sydsvenska Dagbladet, Östergatan 30, Malmö (nu Winges advokatbyrå, 1881)
- Västra skolan, Ostindiefararegatan, Malmö (1882)
- Gamla Kirsebergsskolan, Lundavägen, Malmö (1883, riven 1957)
- Flickläroverket, Slottsgatan 28, Malmö (1884)
- Hushållningssällskapet, Carlsgatan 10, Malmö (1885)
- Telegrafverket, Norra Vallgatan 58, Malmö (1885)
- Riksbankens filial, Östergatan 32, Malmö (senare stadsarkiv, 1886)
- Betelkyrkan, Kaptensgatan, Malmö (1887, riven 1975)
- Färs Härads sparbank, Sjöbo (1888)
- Södra Förstadens folkskola även kallad Pildammsskolan – senare gamla Pildammsskolan, Kapellgatan 11, Malmö (1889, riven 1985)
- Tekniska Elementarskolan, Kungsgatan, Malmö (idag Pauliskolan, 1896 och 1906)
- Elektricitetsverket, Gasverksgatan 1, Malmö (nuvarande Moderna museet Malmö) (1900)
- Malmö museum, Regementsgatan 3 (nuvarande Malmö stadsbiblioteks äldre del, 1900-01 med Fredrik Sundbärg)
- Sjöbo gästgifvaregård, Gamla Torg 7B, Sjöbo (1901)
- Malmö synagoga, Föreningsgatan 24 (1902)
- S:t Petri Läroverk, Malmö (1904)
- Sparbanken Bikupan, Östergatan 26-28, Malmö (idag Brf Trekungahuset[9], 1907)
- Realskolan, Fersens väg 1, Malmö (1908)
- Tekniska skolorna, Föreningsgatan 41, Malmö (1908)
- Affärs- och kontorshus, Storgatan 13A, Malmö (1908)
- Johannesskolan, Nikolaigatan 7, Malmö (1909)

## Bilder

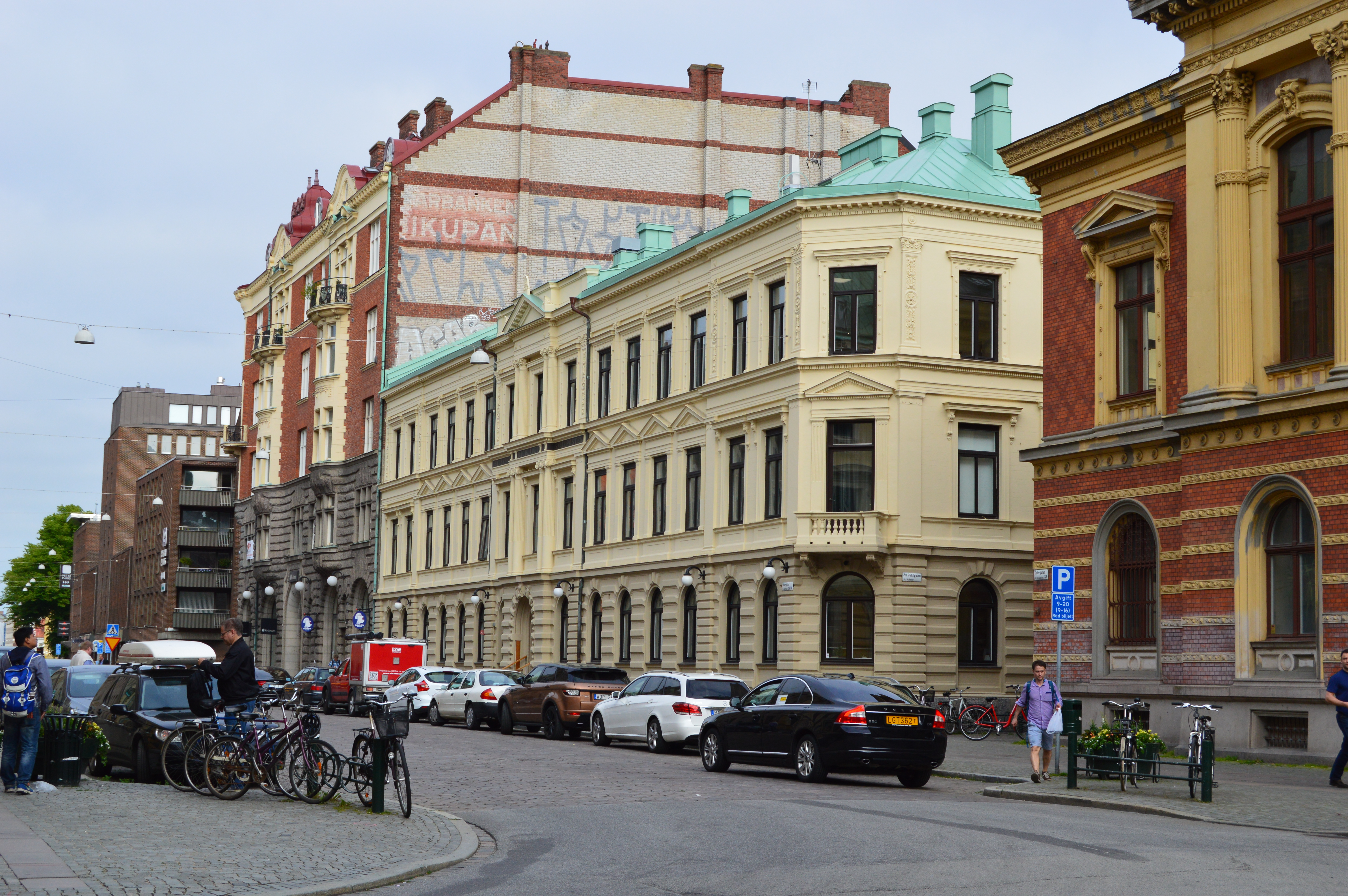
Sydsvenska Dagbladet, Malmö (1881)
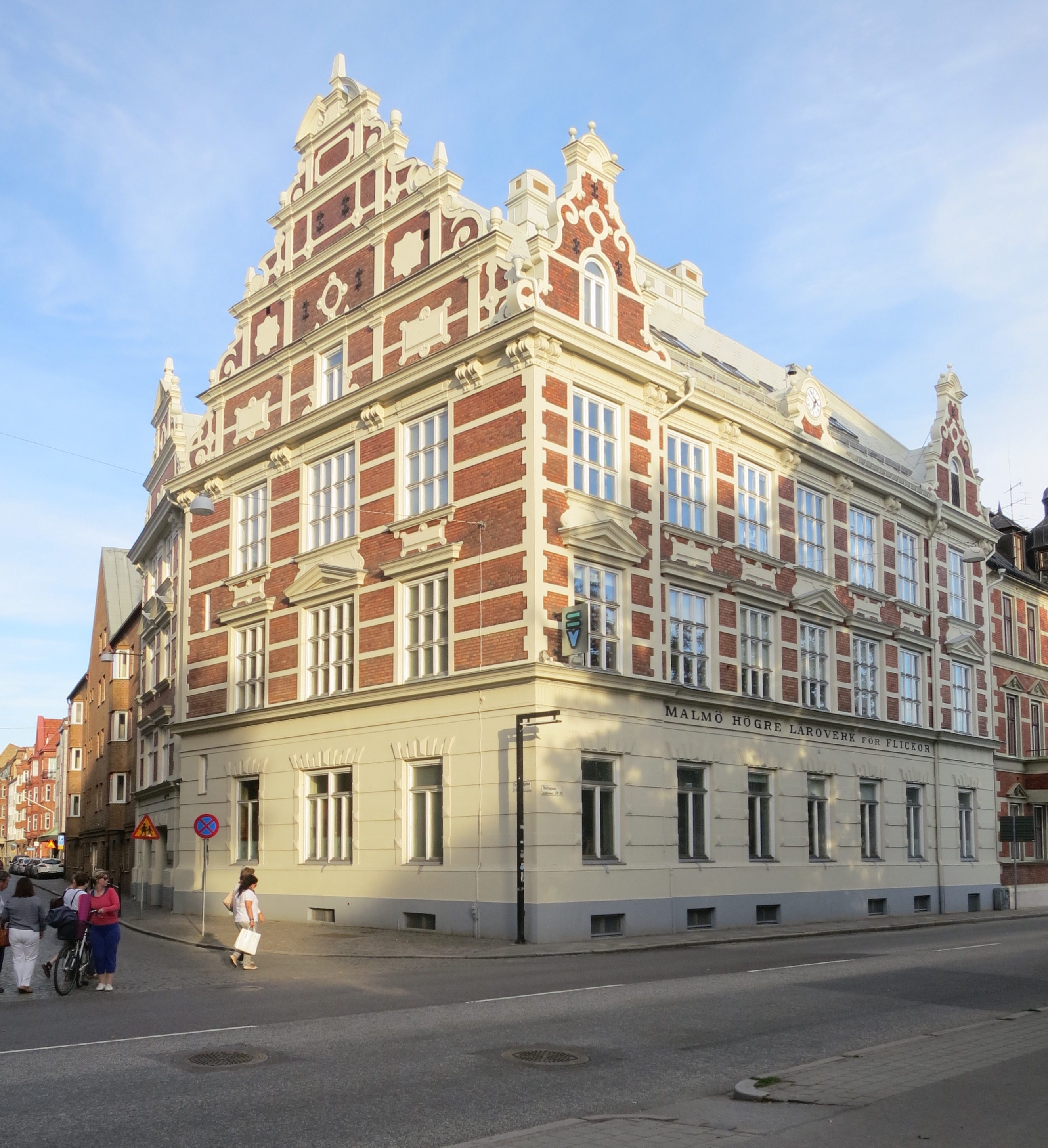
Flickläroverket, Malmö (1884)
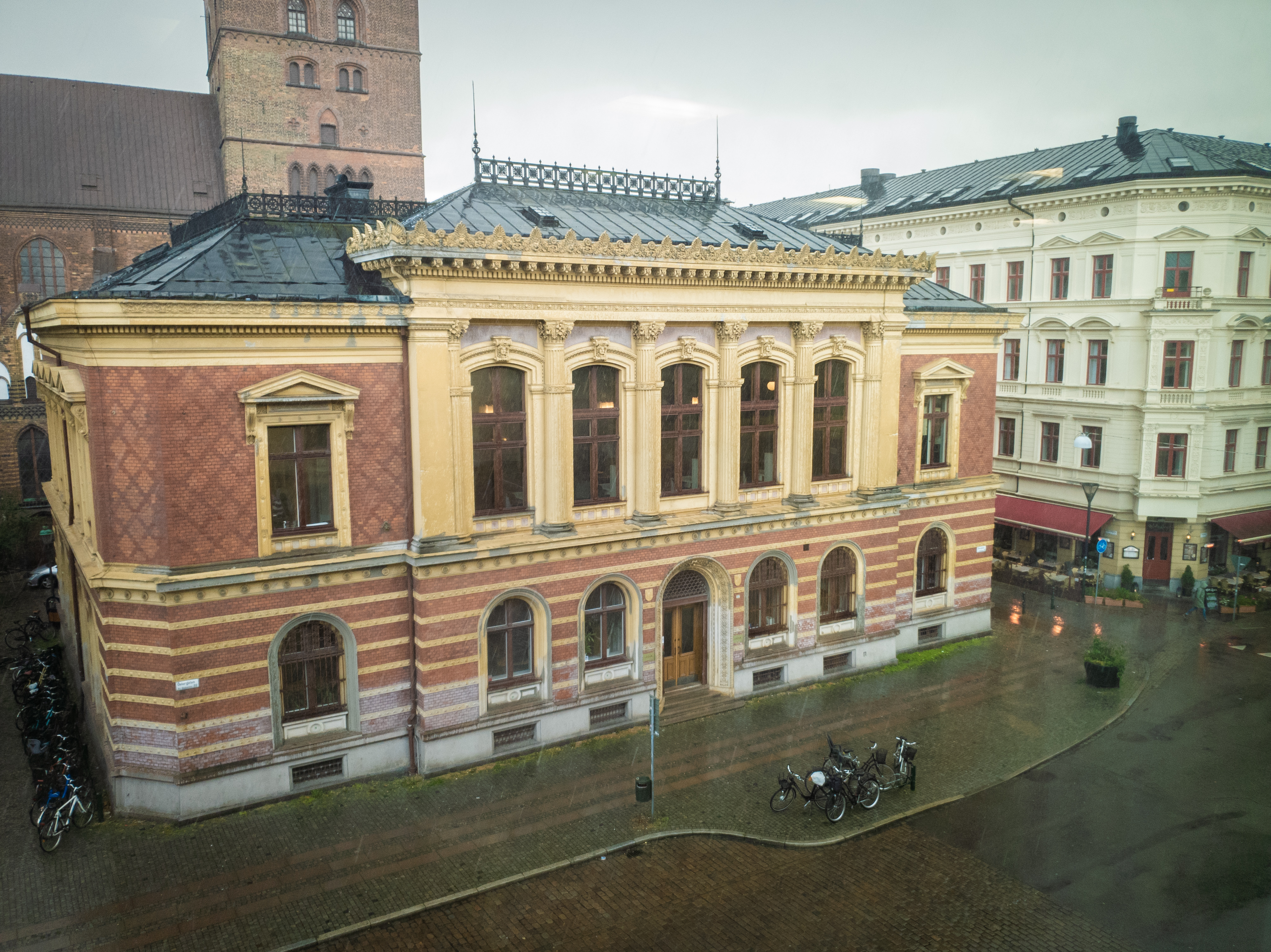
Gamla Riksbanken, Malmö (1886)
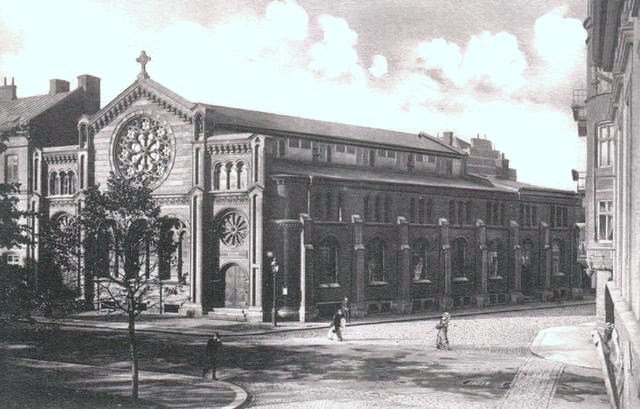
Betelkyrkan, Malmö (1887)
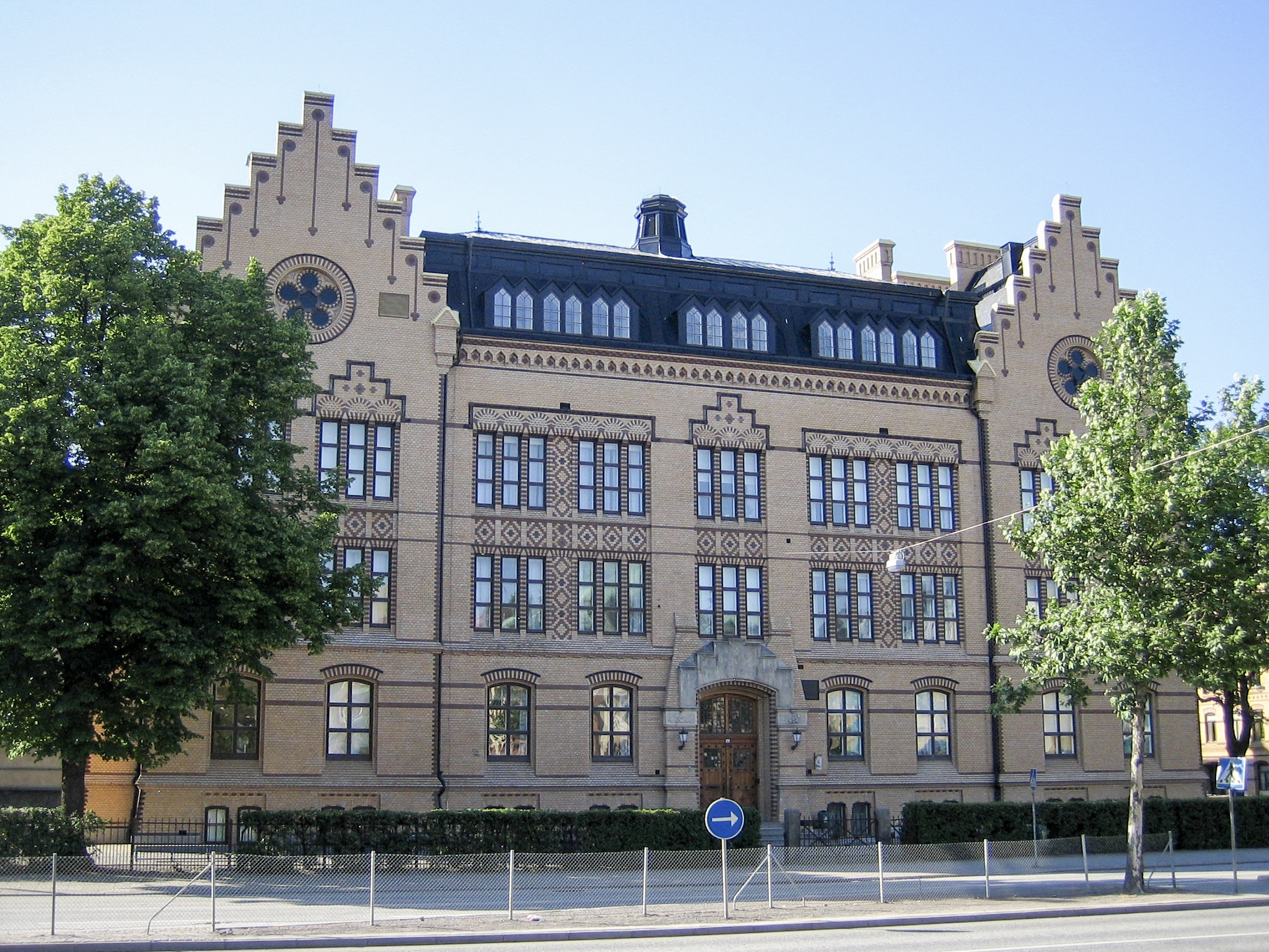
Tekniska Elementarskolan, Malmö (1896)
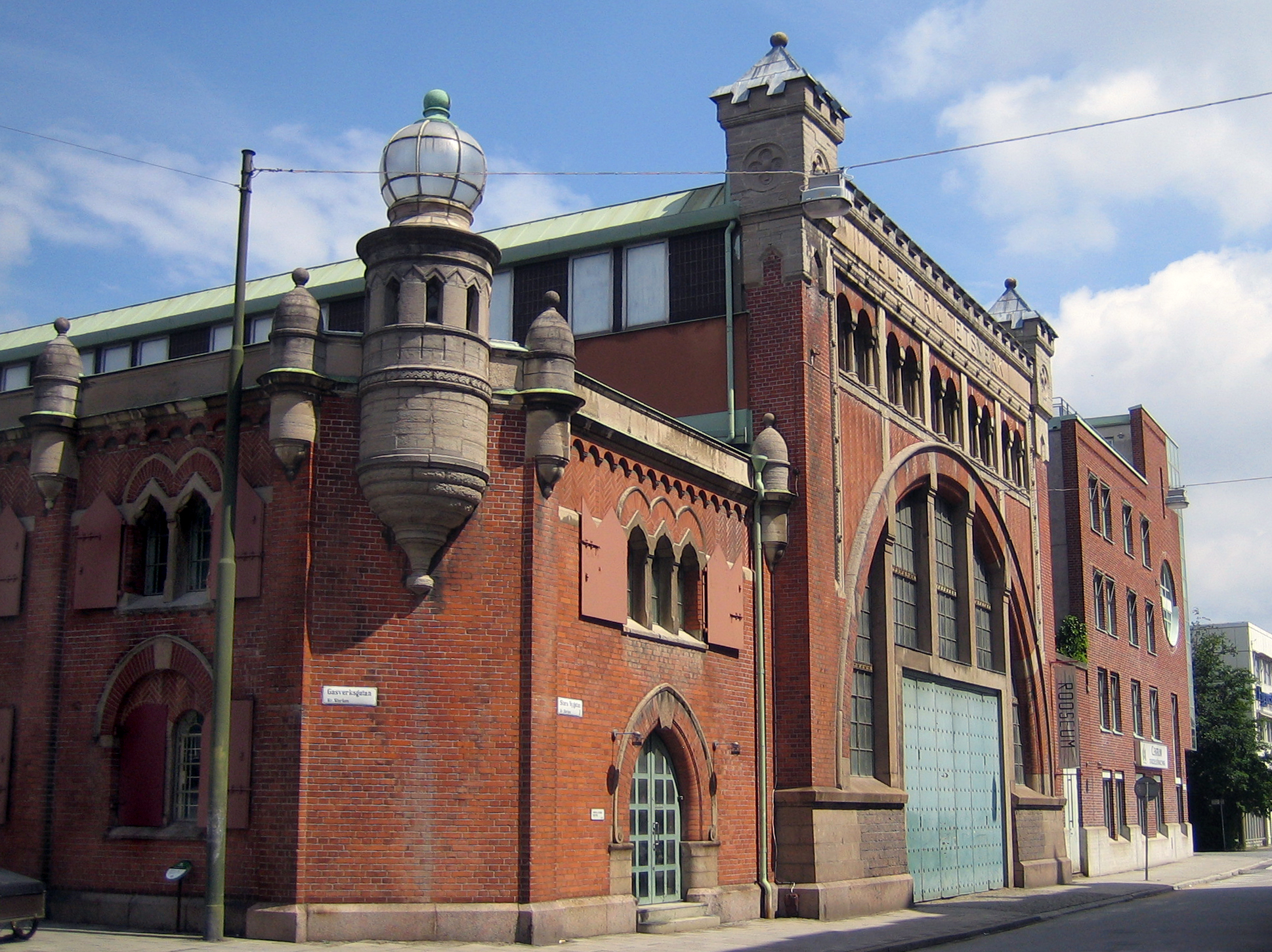
Elektricitetsverket, Malmö (1900)
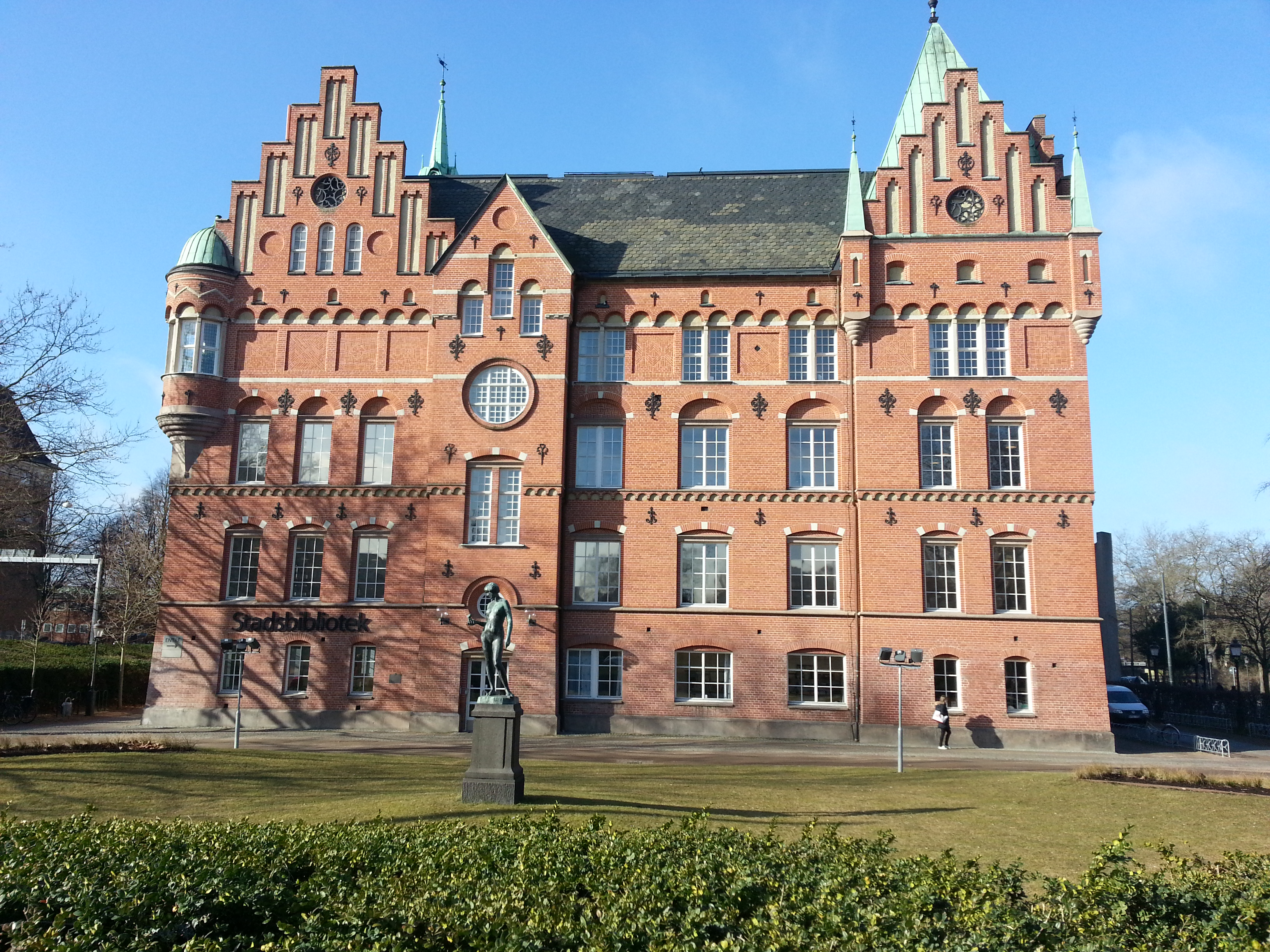
Stadsbiblioteket, Malmö (1901)
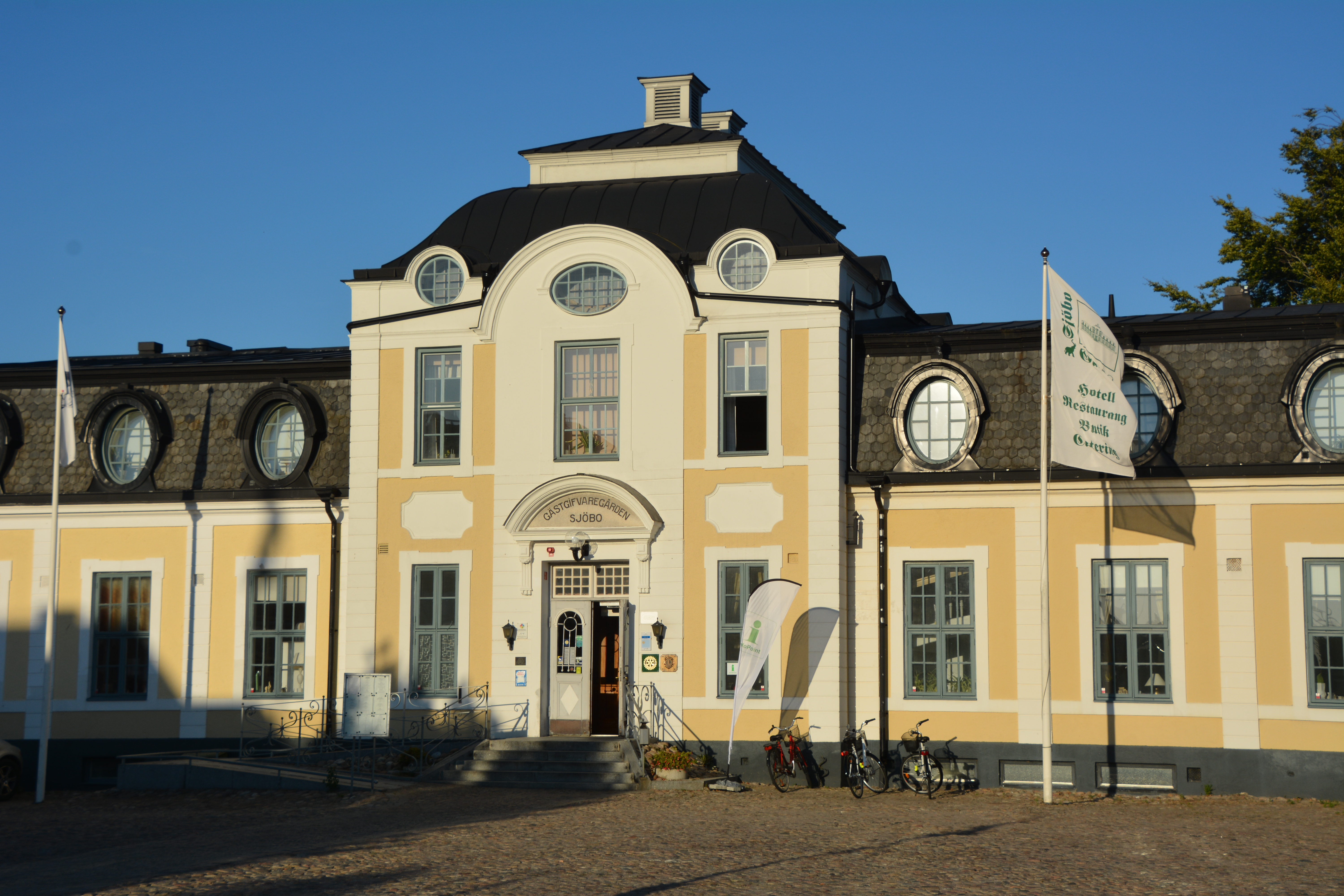
Sjöbo gästgifvaregård (1901)
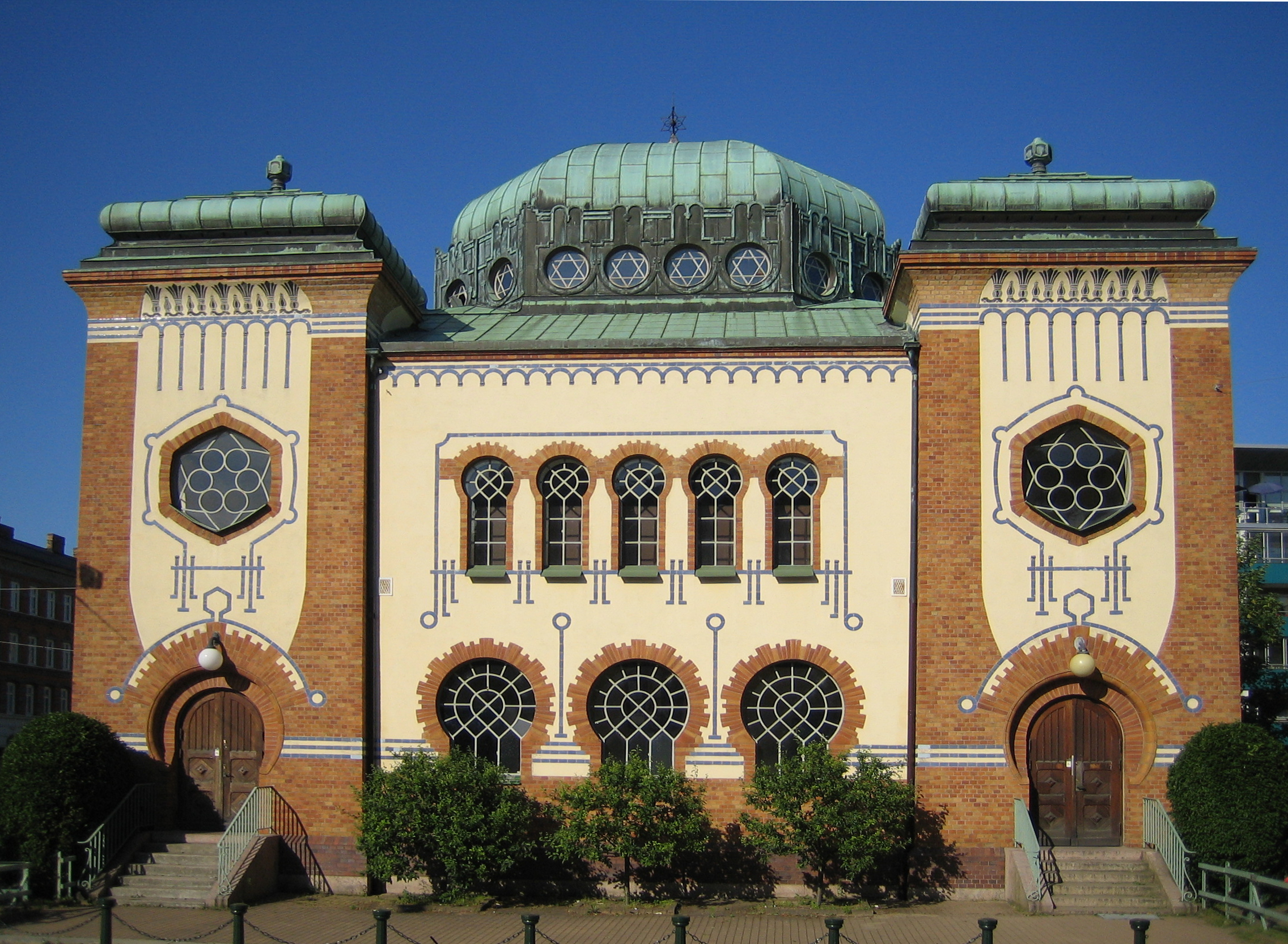
Malmö synagoga (1902)
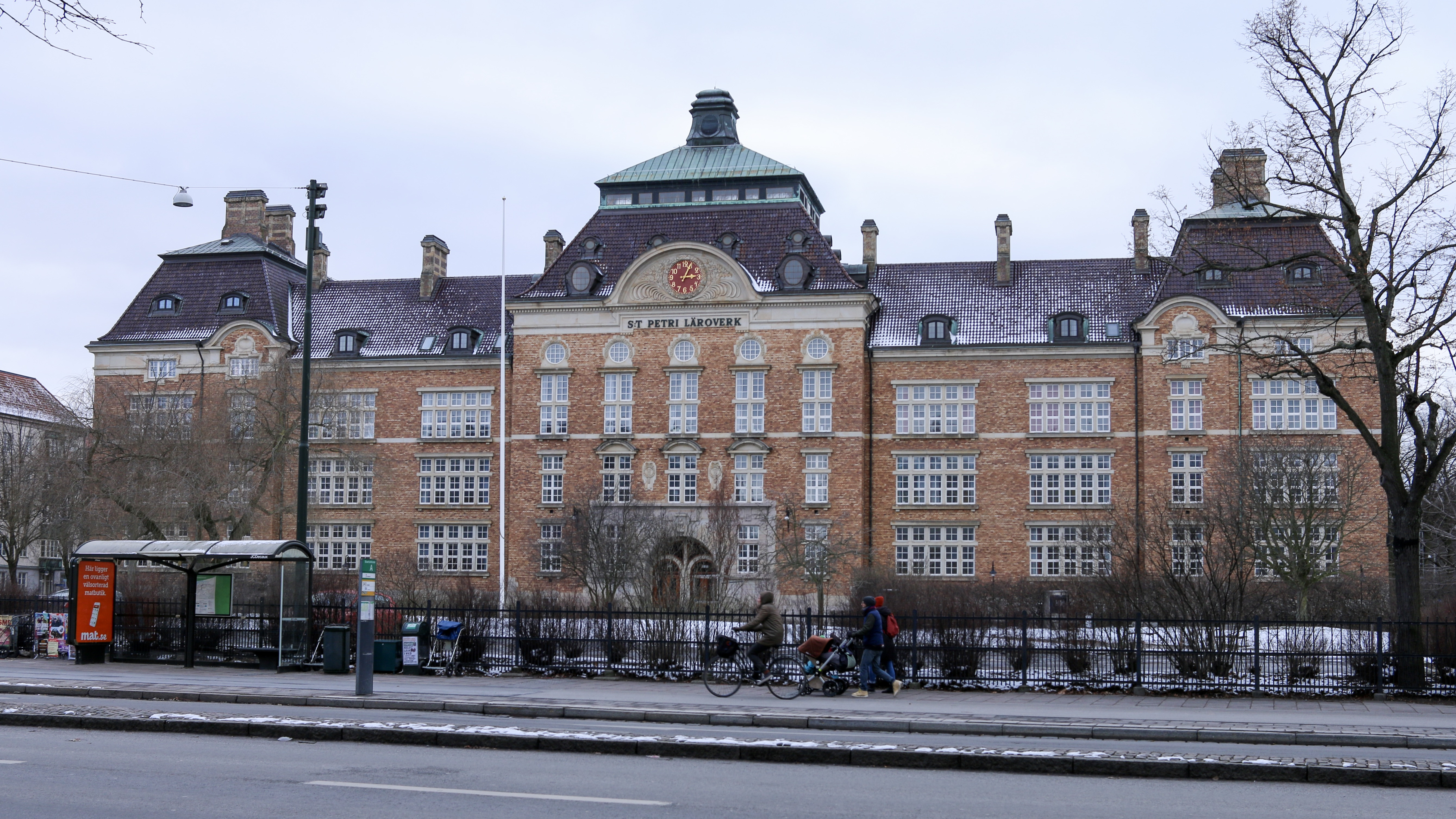
S:t Petri Läroverk, Malmö (1904)
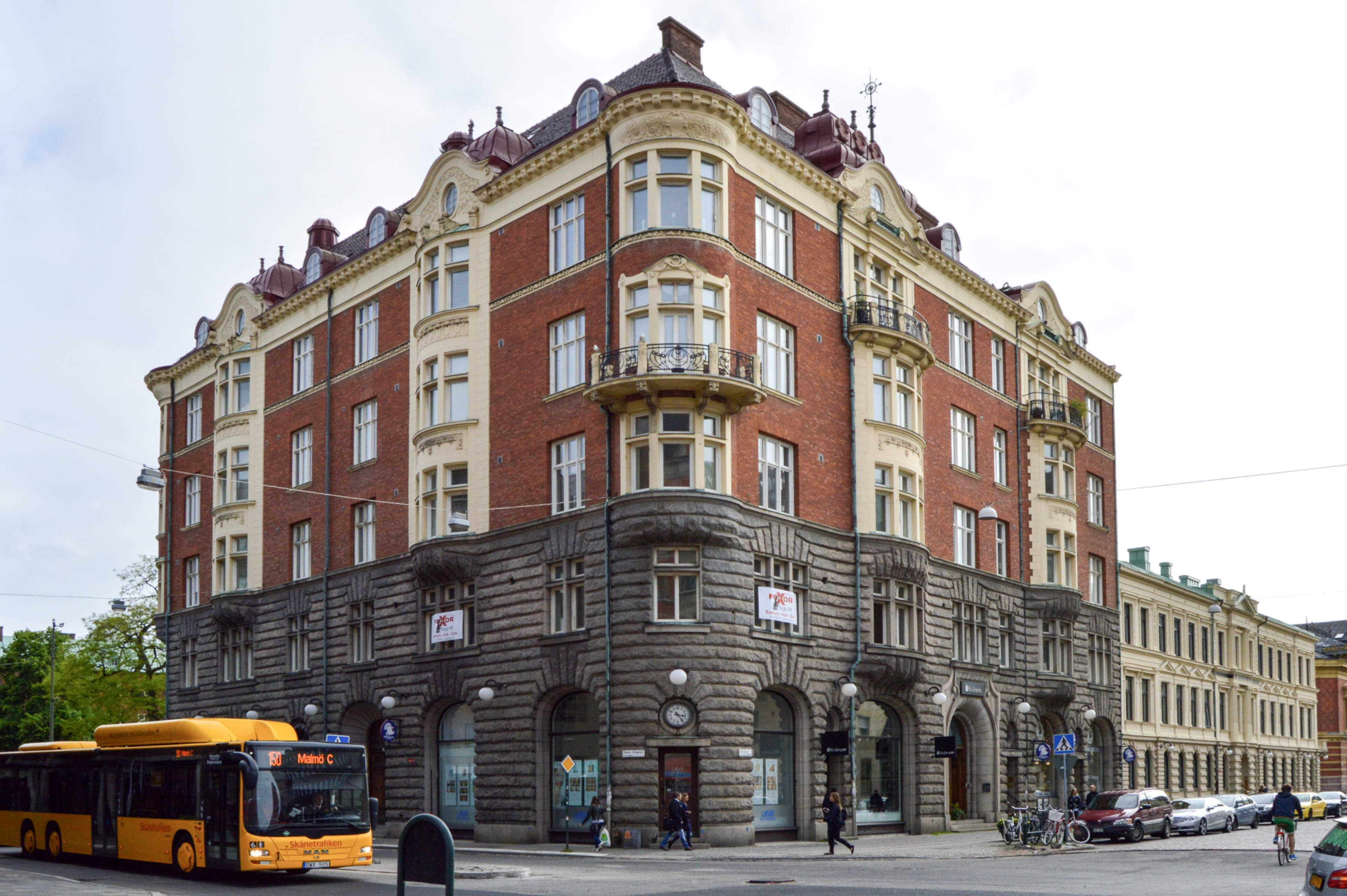
Sparbanken Bikupan, Malmö (1907)
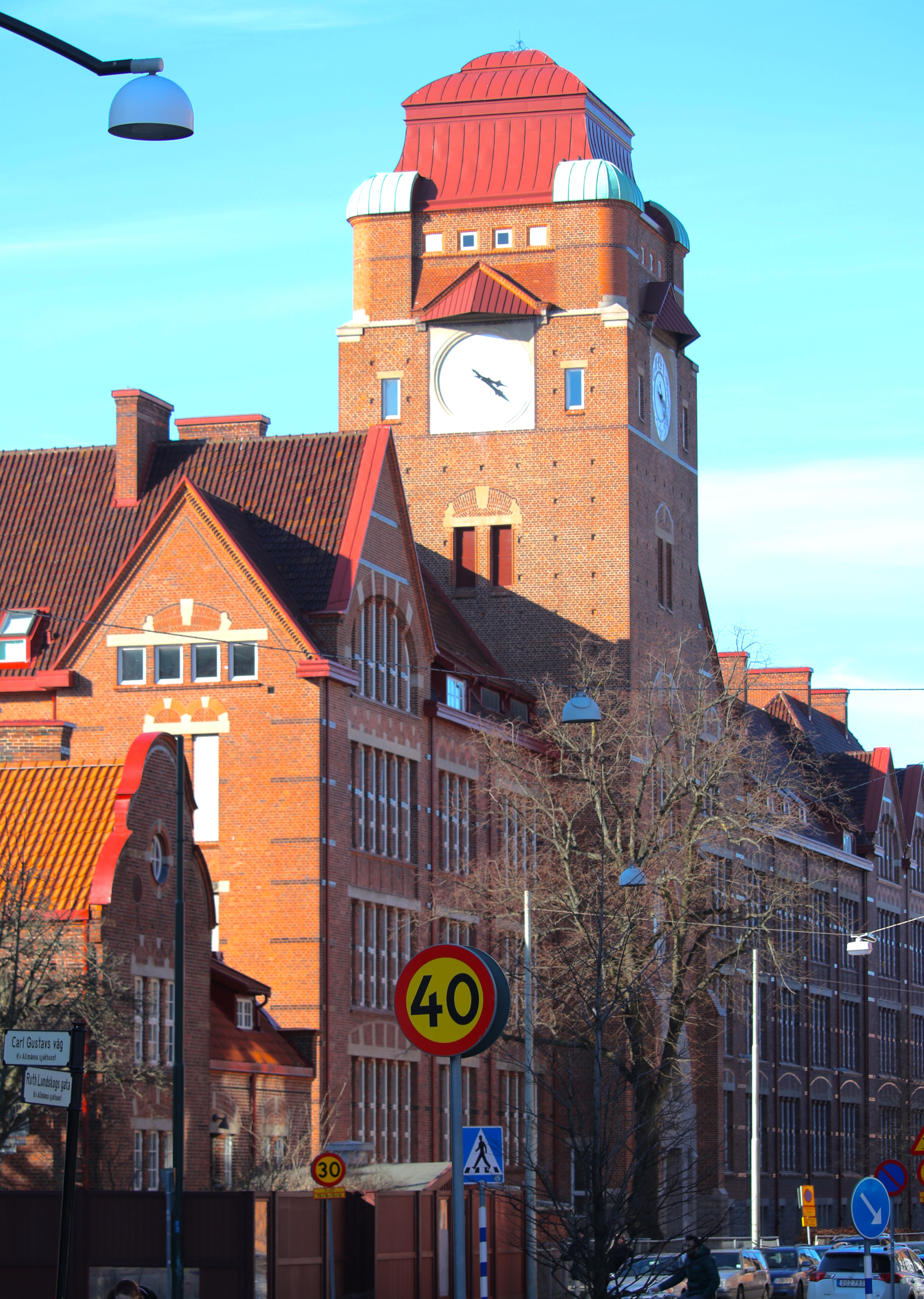
Johannesskolan, Malmö (1909)